# Vinkenstraat 39
Het pand Vinkenstraat 39, ook wel Vinkenstraat 39-41, is een gebouw in de Vinkenstraat te Amsterdam-Centrum.
In 1872 werd hier door de "Vereeniging tot verbetering der kleine kinderbewaarplaatsen" (zijnde kinderdagverblijf) een eerste filiaal geopend. Er zou voor de kinderen gezorgd kunnen worden van ’s morgens 7 uur tot ’s avonds half 10. Koningin Emma van Waldeck-Pyrmont vereerde het jaar daarop de opvang met een bezoek, waarbij de leidster van de dan al 92 aanwezige kinderen, Femina Muller ideeën heeft voor een tweede gebouw. Die werd amper drie jaar later geopend aan de Warmoesstraat 71. In 1901 wordt de situatie in dit gebouw nijpend; er moeten zoveel reparaties verricht worden, dat het niet meer binnen het budget past. Er werd geld ingezameld voor een nieuw gebouw. De opvang verhuisde even naar de Brouwersgracht 198 (achterkant van Vinkenstraat). Het werd een niet geheel nieuw gebouw, maar het voldeed bij de oplevering in april 1904 aan (weer) meer hygiënische eisen dan die destijds aan zulke instanties werden gesteld. Van twee panden werd één gemaakt. Het ontwerp kwam van Coenraad Wiegand, makelaar, aannemer en architect. Het gebouw is opgetrokken in de electische bouwstijl. Opvallend aan het gebouw zijn de gele ramen, kozijnen en deuren en de grote tegelstructuur ter nagedachtenis aan de kinderopvang. In 1920 vond er een grootscheepse verbouwing plaats in zowel de Vinkenstraat als aan de Brouwersgracht.  
In 1926 bracht koningin Wilhelmina der Nederlanden per koets een bezoek aan de kinderopvang. In 1937 gaf de vereniging het gebouw inclusief Brouwersgracht 198 “terug” aan de gemeente; er waren onvoldoende eigen middelen. Binnen drie maanden was de "Landelijke Bond van Werkverschaffingsarbeiders, Eendracht Maakt Macht" in de gebouwen gevestigd. In de jaren vijftig is een metaalbewerkingsbedrijf in het gebouw gevestigd, het bedrijf dat eerst nog forse uitbreidingen wenste, werd langzaam de binnenstad uitgewerkt. 
Het gebouw is voor het nageslacht bewaard gebleven, dankzij inspanningen van het buurtcentrum/comité Vinkenstraat. In de jaren zeventig waren er plannen voor grootscheepse sloop, maar dat bleef dit pand bespaard (buurpanden 43 en hoger gingen wel tegen de vlakte). Dit wordt herdacht door een plaquette in de gevel. In september 2006 werd het aangewezen als gemeentelijk monument. Vanaf 2013 is een grafisch ontwerpstudio in het pand gevestigd.